# Chezal-Benoît
Chezal-Benoît är en kommun i departementet Cher i regionen Centre-Val de Loire i de centrala delarna av Frankrike. Kommunen ligger  i kantonen Lignières som tillhör arrondissementet Saint-Amand-Montrond. År 2022 hade Chezal-Benoît 762 invånare.

## Befolkningsutveckling
Antalet invånare i kommunen Chezal-Benoît
Referens:INSEE